# União Radical Iugoslava
A União Radical Iugoslava (em sérvio:  Југословенска радикална заједница; em esloveno: Jugoslovanska radikalna skupnost; em croata: Jugoslavenska radikalna zajednica; abreviado JRZ) foi o partido de extrema direita no poder na Iugoslávia de 1934 a 1939.
O partido, cuja agenda era baseada no fascismo, foi o movimento político dominante no país até 1939, quando Milan Stojadinović foi removido do cargo de primeiro-ministro.  Os membros do partido usavam uniformes de camisa verde e bonés šajkača e se dirigiam a Stojadinović como Vođa, "Líder". 
O partido também tinha uma ala paramilitar chamada Camisas Verdes, que agrediam e entravam em confronto com aqueles que eram contra o governo de Stojadinović. Stojadinović disse ao ministro das Relações Exteriores italiano, Galeazzo Ciano, que, embora o partido tivesse sido inicialmente estabelecido como um movimento autoritário moderado, sua intenção era modelar o partido após o Partido Nacional Fascista Italiano. 
Milan Stojadinović liderou o partido até 1939, quando seu segundo gabinete entrou em colapso devido à sua política pró-Eixo. Ele foi substituído por Dragiša Cvetković como primeiro-ministro e líder do partido de jure. O partido praticamente deixou de existir com a formação do governo Cvetković–Maček em 1939, embora o JRZ não tenha sido formalmente abolido ou dissolvido.